# Xiphicera gallinacea
Genre
Espèce
Synonymes
- Gryllus gallinaceus Fabricius, 1783
- Phyllochoreia fenestrata Whitehead, 1893
- Choroetypus monachus Brunner von Wattenwyl, 1898
- Choroetypus mutilatus Brunner von Wattenwyl, 1898
- Phyllochoreia whiteheadi Kirby, 1910
- Xiphicera burri Kirby, 1910

Xiphicera gallinacea, unique représentant du genre Xiphicera,  est une espèce d'insectes orthoptères de la famille des Chorotypidae.

## Distribution
Cette espèce se rencontre en Asie du Sud et en Asie du Sud-Est.

## Systématique et taxinomie
Cette espèce a été décrite sous le protonyme Gryllus gallinaceus par Johan Christian Fabricius en 1783.
Le genre a été décrit par Jean-Baptiste de Lamarck en 1817.

## Publications originales
- Fabricius, 1793 : Supplementum Entomologiae Systematicae. vol. 2.
- Lamarck, 1817 : Histoire naturelle des animaux sans vertèbres. vol. 4.